# Quartinia cincta
Quartinia cincta är en stekelart som beskrevs av Raymond Benoist 1929. Quartinia cincta ingår i släktet Quartinia och familjen Masaridae. Inga underarter finns listade i Catalogue of Life.